# Revolución quetzalteca
La Revolución quetzalteca fue un intento de golpe fallido de Quetzaltenango, al presidente Reina Barrios en 1897, luego de que anunciara que iba a extender su período presidencial por otros seis años.  En 1897 reinaba gran descontento en Guatemala debido a los problemas económicos derivados de los intentos del general Reina Barrios de promover el ferrocarril interoceánico mediante la fastuosa Exposición Centroamericana.  Como el ferrocarril no fue concluido a tiempo para cuando se realizó la exposición, todos los gastos fueron en vano y Reina Barrios se vio obligado incluso a cerrar las escuelas primarias en el país.
El 15 de septiembre, los guatemaltecos celebran la independencia de Centroamérica, que ocurrió en 1821; mientras tanto, en Quetzaltenango celebran el aniversario de la revolución quetzalteca de 1897, cuando los criollos liberales de la localidad desconocieron al gobierno del general José María Reina Barrios, quien el 30 de agosto de ese año anunció que extendió su período presidencial por medio de un decreto. Su idea era perpetuarse en el poder, al menos hasta el 15 de marzo de 1902.

## Desarrollo

### Quetzaltenango en 1897

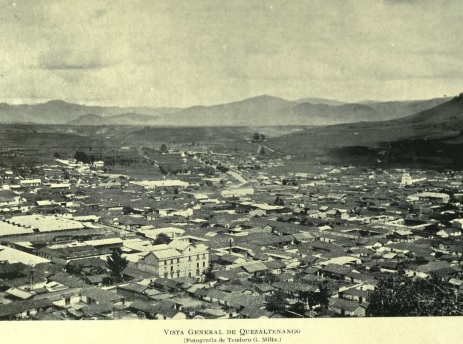
Vista general de Quetzaltenango en 1896.

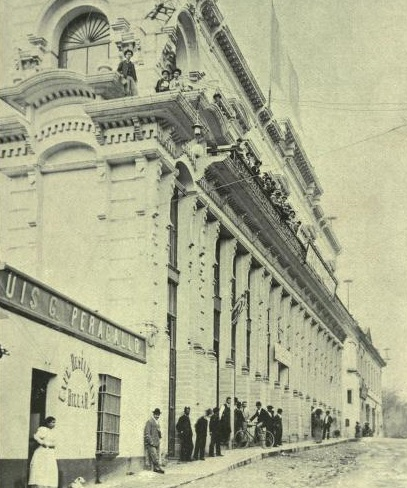
Edificio de las Facultades de Quetzaltenango en 1896.

En diciembre de 1896, Enecón Mora, de La Ilustración Guatemalteca describió como se vivía en Quetzaltenango. El comercio estaba muy desarrollado, y el lujo y la riqueza se iban acentuando entre los habitantes; el comercio al por menor estaba en manos de inmigrantes chinos y judíos, mientras que el alto comercio estaba representado por las casa de Ascoli, Meyer, Maegli, Stahl, Zadik y Vizcaíno, entre otras. Ya existían el Banco de Occidente, y agencia del banco de Guatemala, del Agrícola Hipotecario y del Internacional. Por otra parte, toda la ciudad y muchos edificios públicos y particulares estaban alumbrados con luz eléctrica y la población contaba con doscientos cincuenta teléfonos; ambos servicios eran eficientes y habían sido introducidos por la casa de Juan Aparicio.
Ya para 1896 existía la Facultad de Derecho y Notariado de Occidente, y para la secundaria y normal había dos institutos para alumnos de ambos sexos; además había una Escuela de Artes y Oficios y una escuela nocturna de artesanos.  Finalmente, existían muchas escuelas primarias y elementales. 
El Hospital de San Juan de Dios era, después del de la Ciudad de Guatemala, el mejor de la República por su amplitud.

### Acontecimientos

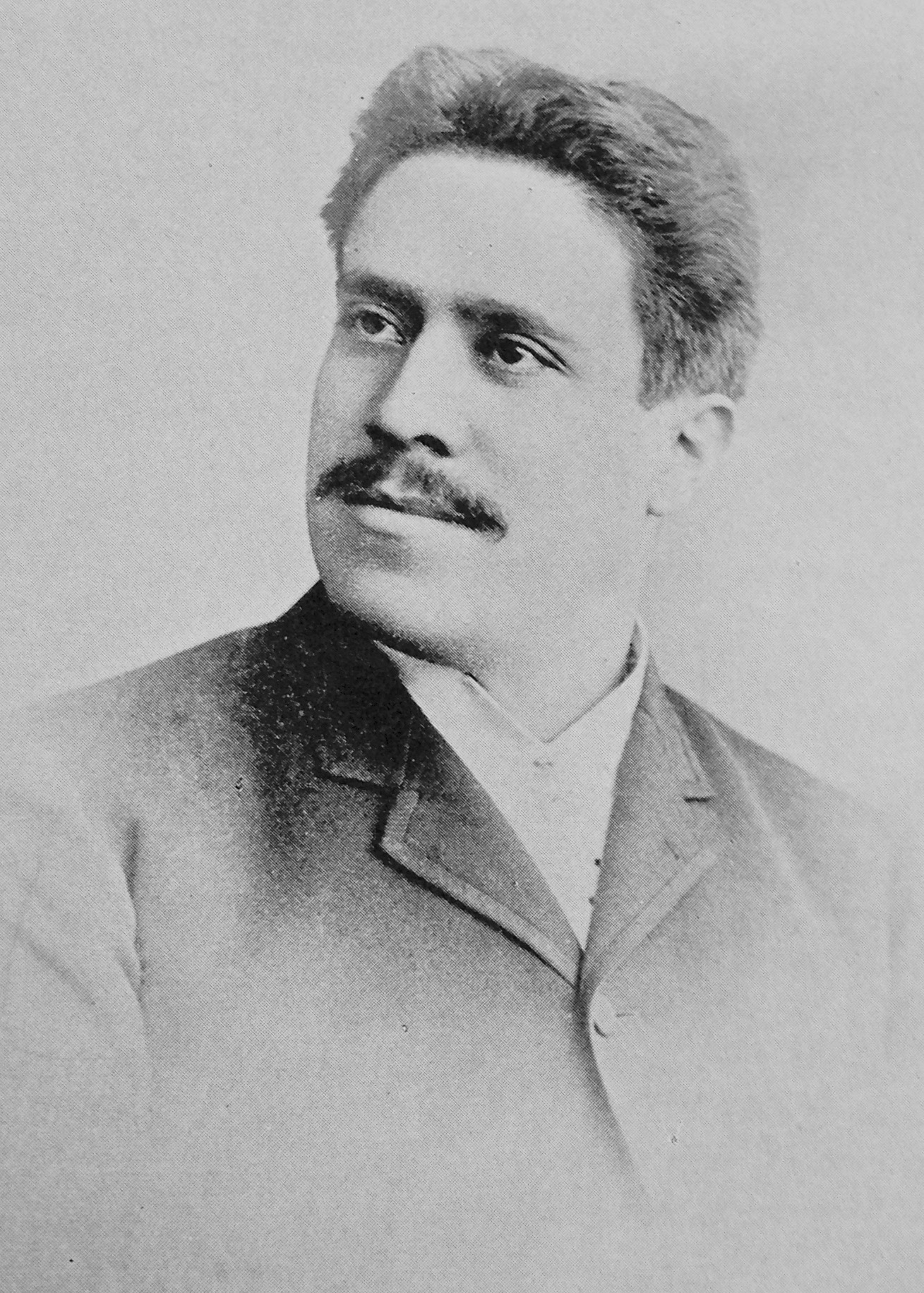
Juan José Aparicio Mérida, filántropo quetzalteco. Fotografía de La Ilustración del Pacífico.

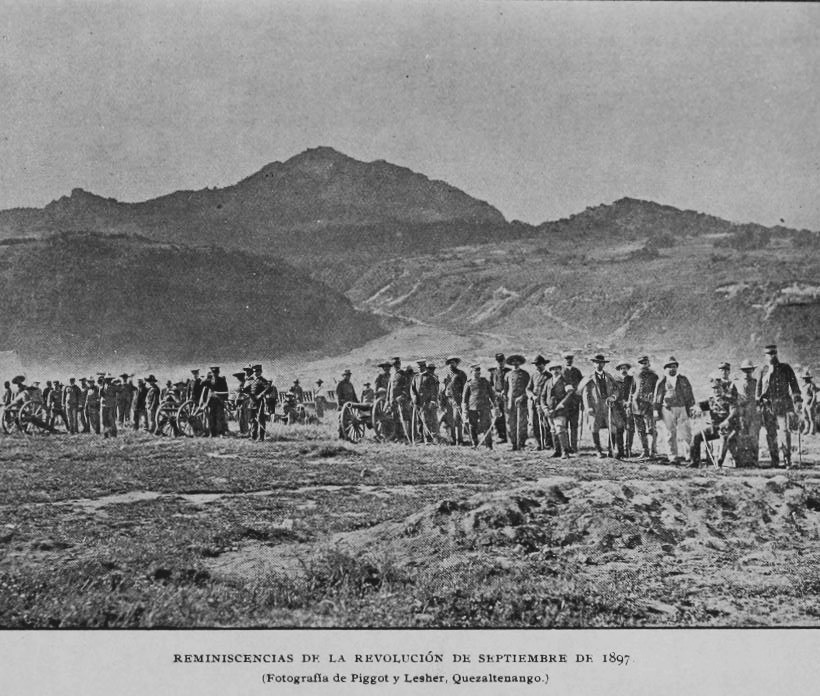
Brigada del general García León en los campos de Totonicapán. Ejército leal al presidente Reina Barrios

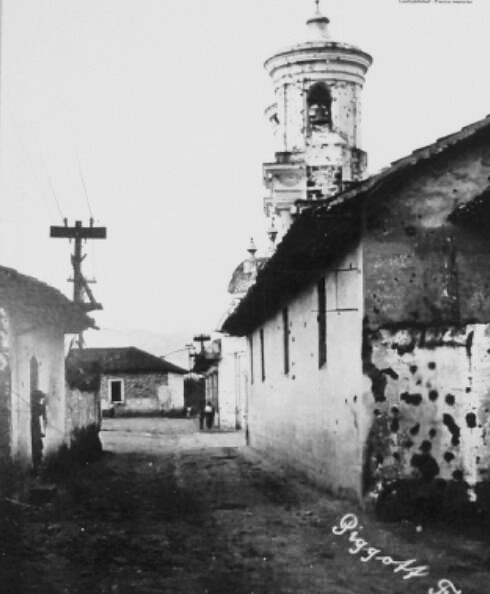
Quetzaltenango luego de los combates. Obsérvense las perforaciones de bala en las paredes.

Los quetzaltecos se manifestaron en contra de la decisión del presidente José María Reina Barrios de extender su mandato y que violaba la Constitución de la República de ese entonces; además existía un descontento generalizado en el país por el despilfarro que el gobierno había hecho tratando de promocionar el ferrocarril interoceánico. En ese tiempo no existía todavía el Canal de Panamá —que se iba a empezar a construir hasta 1903— y la idea de Reina Barrios había sido poner todos sus esfuerzos en promocionar este ferrocarril mediante la Exposición Centroamericana de 1897; desafortunadamente, el ferrocarril no fue concluido a tiempo y la exposición fue un rotundo fracaso que quebró la economía del país, y obligó al presidente a tomar medidas de austeridad, como cerrar las escuelas públicas.
Un grupo de revolucionarios, entre quienes estaba el exministro de Reina Barrios Próspero Morales, tomó las amas con el fin de apoderarse de varias instituciones y evitar que el gobernante siguiera en el poder.
La sociedad quetzalteca mandó una petición urgente al presidente para que no se llevará a cabo la ejecución, a lo que este accedió, pero su ministro de Gobernación, el licenciado quetzalteco Manuel Estrada Cabrera -quien tenía una problema personal con Aparicio por las concesiones de la empresa eléctrica de Quetzaltenango- demoró enviar el telegrama con el indulto a Quetzaltenango hasta después de la ejecución. Los ciudadanos fueron fusilados frente a la antigua Iglesia San Nicolás.
El 4 de octubre del mismo año el ejército, al mando del general de división Calixto Mendizábal, retomó el control y dio fin a la revolución.
Imágenes de 'Quetzaltenango tras los combates

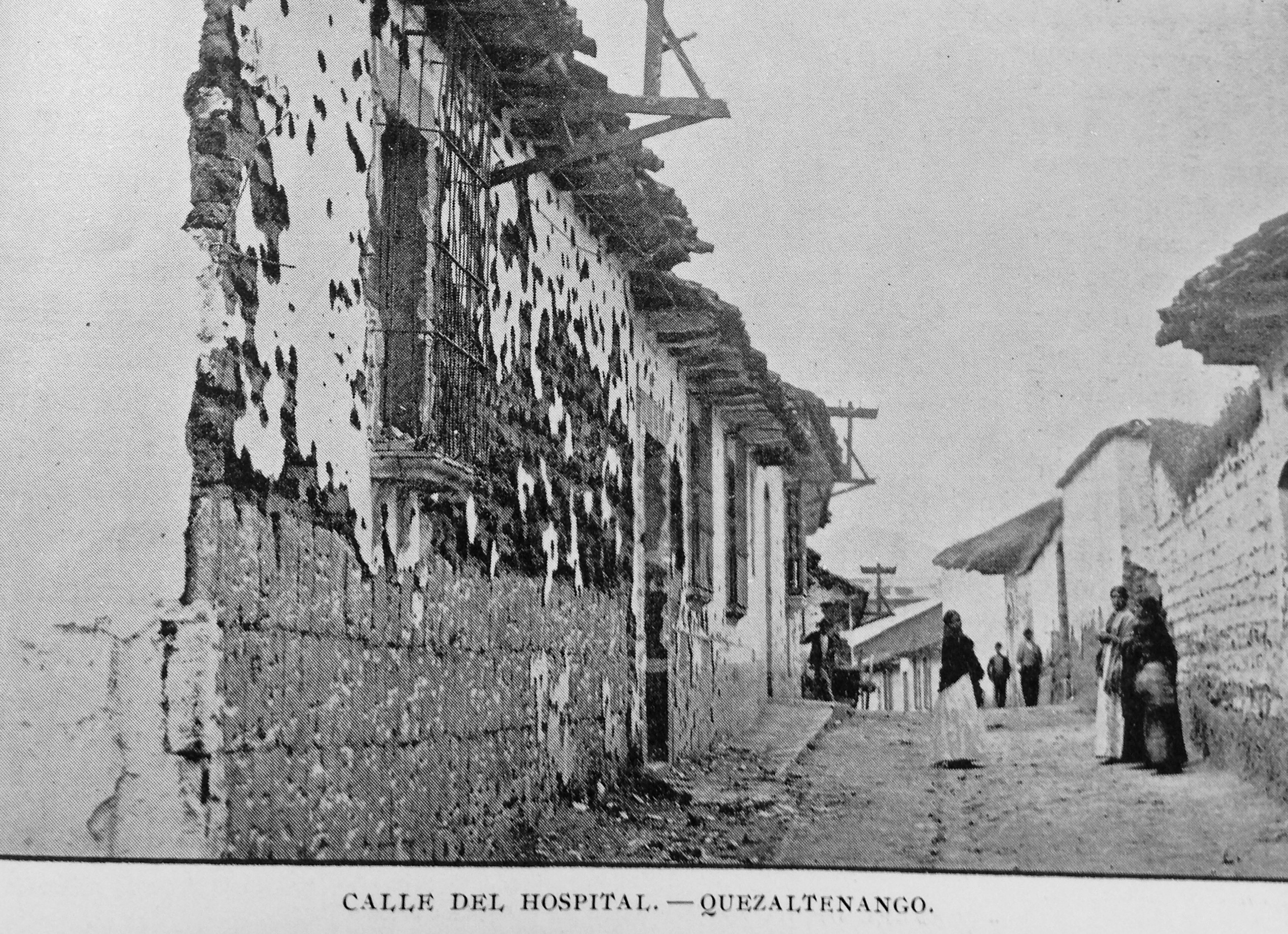
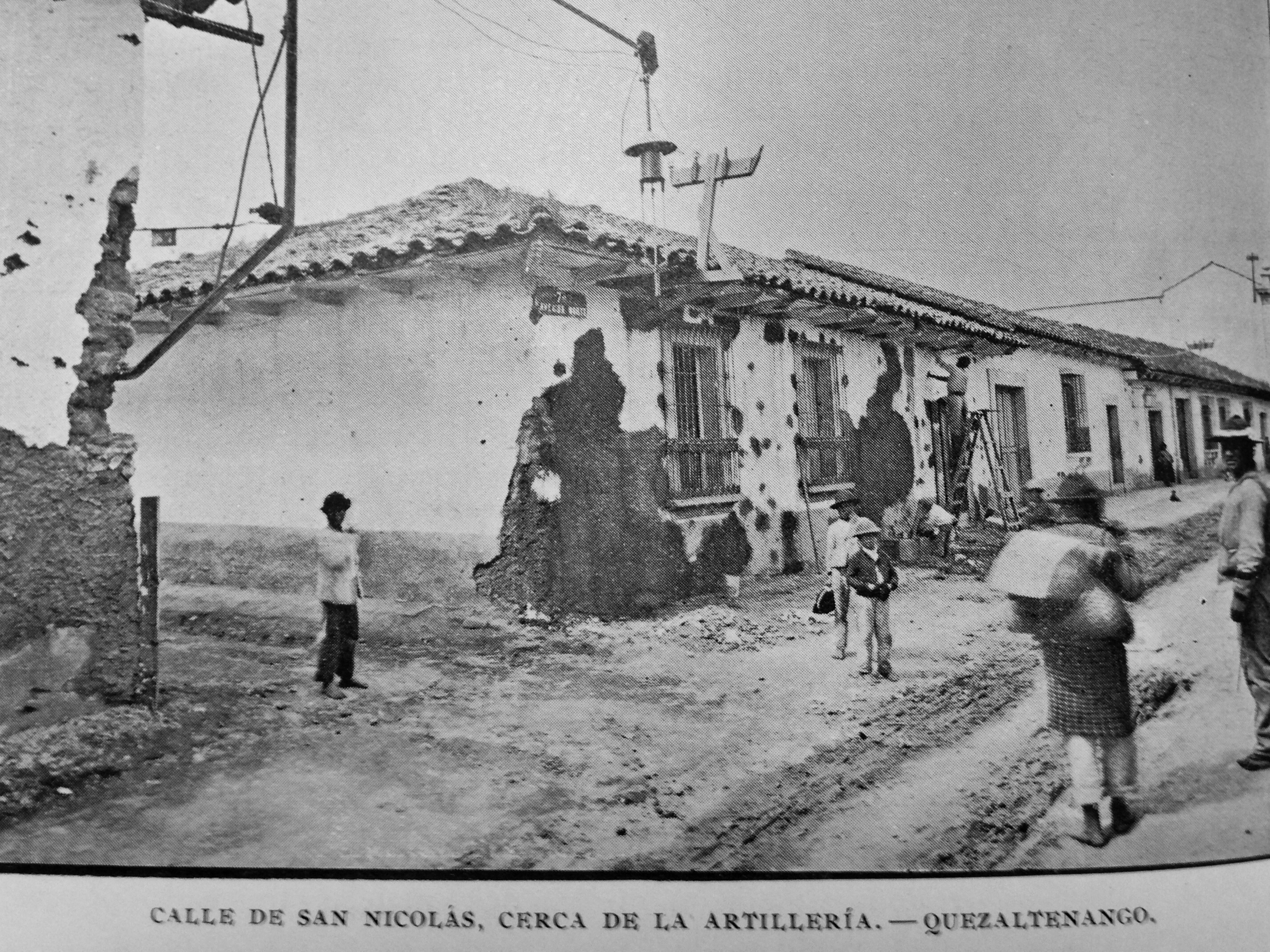
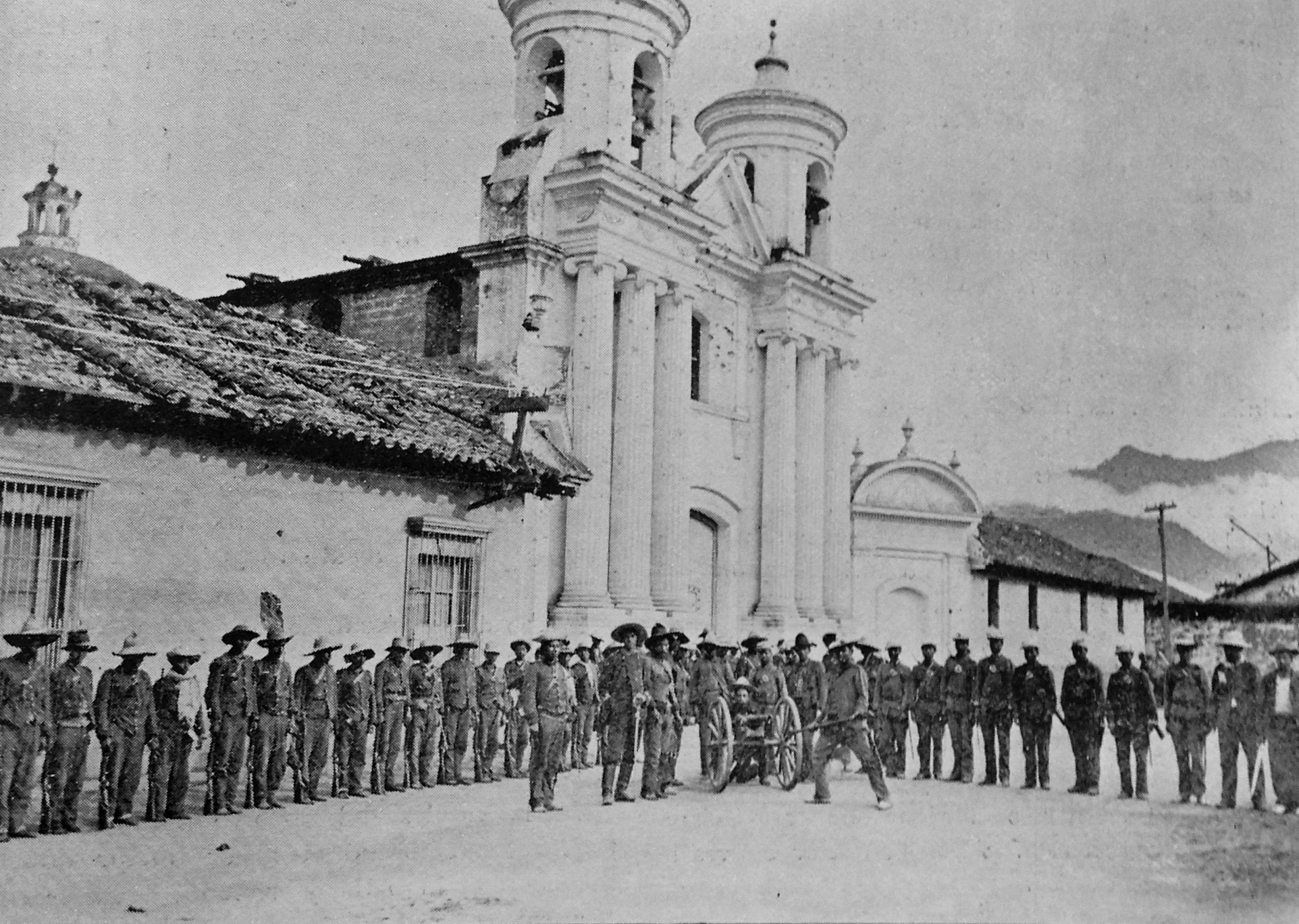
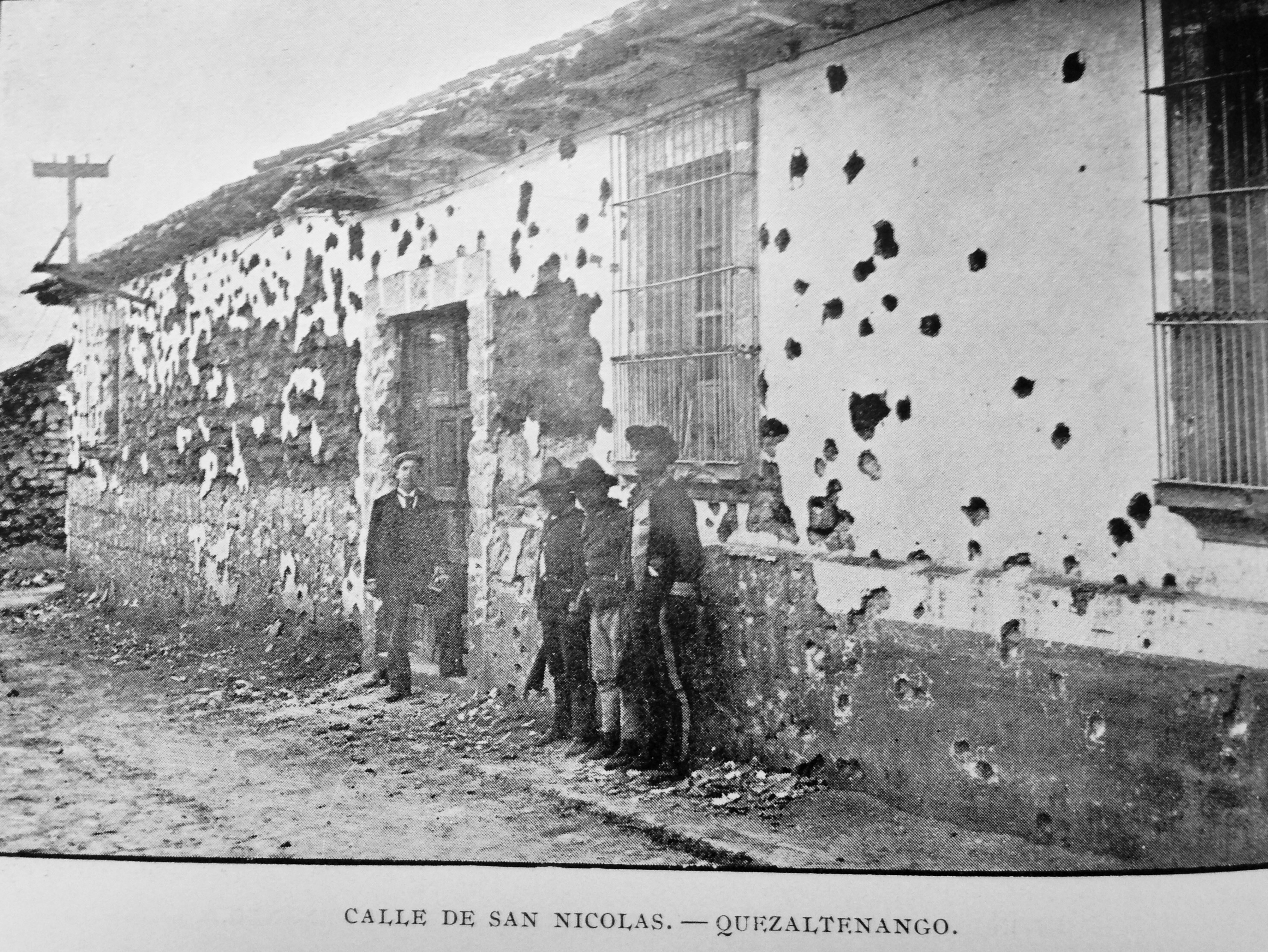

La Ilustración del Pacífico de 1897

### Fin del levantamiento
Reina Barrios envió a Estrada Cabrera a Costa Rica como delegado del gobierno, cuando se dio cuenta de lo que había hecho y ya en aquellas tierras lo destituyó del cargo de ministro; pero Estrada Cabrera siguió siendo el primer designado para la Presidencia en caso de que el presidente Reina Barrios falleciera; únicamente la Asamblea Legislativa de 1898 podía retirarle ese privilegio. Por esta razón, cuando Reina Barrios fue asesinado el 8 de febrero de 1898 por Edgar Zollinger -antiguo empleado de los Aparicio-, Estrada Cabrera fue designado como presidente, cargo que mantuvo durante los próximos veintidós años.